# Ute Hommola
Ute Hommola, née le 20 janvier 1952 à Weißenborn (Saxe), est une athlète allemande spécialiste du lancer du javelot. Elle concourait dans les années 1980 pour la République démocratique allemande et a remporté la médaille de bronze au lancer du javelot aux Jeux olympiques d'été de 1980.

## Palmarès

### Jeux olympiques
- Jeux olympiques de 1980 à Moscou ( Union soviétique)
  -  Médaille de bronze au lancer du javelot

### Championnats d'Europe d'athlétisme
- Championnats d'Europe d'athlétisme de 1978 à Prague ( Tchécoslovaquie)
  -  Médaille de bronze au lancer du javelot